# El Barón
El Barón é uma telenovela americana produzida pela Sony Pictures Television e Telemundo Global Studios para Telemundo que estreou em 30 de janeiro de 2019 e terminou em 25 de abril de 2019. Estrela Francisco Angelini como o personagem titular. El Barón conta a história de Ignacio Montero, um jovem rebelde mexicano, sonhador e visionário que mudou o mundo do tráfico de drogas.

## Elenco
- Francisco Angelini como Ignacio "Nacho" Montero / El Barón
- María Elisa Camargo como Isabel García
- Mauricio Mejía como Pablo Escobar
- Jorge Luis Moreno como Joe Fernández
- Juana Arboleda como Griselda Blanco "La Madrina"
- Tania Valencia como Judy Caicedo
- Kornel Doman como David Liebermann
- Variel Sánchez como Ramiro Villa "El Paisa"
- Gabriel Tarantini como Justin Thompson
- Lorena Garcia
- Julián Diaz como Mister Drake
- Andrés Echevarría como Paul Thompson
- Pedro Suárez como Alberto
- Julio Bracho como Géronimo Montero
- Juan Pablo Llano como Mauricio Jaramillo
- Carolina Gómez como María Clara
- Natasha Klauss como Carla
- Carlos Camacho como Angel Zamora
- Kristina Lilley como Ana Farley
- Michelle Rouillard como Marcela
- Juan Calero
- David Ojalvo como Logan
- Tim Janssen como Kyle Brown
- James Lawrence como Lewis